# Droga Synodalna
Droga Synodalna (niem. Synodaler Weg) – seria konferencji części przedstawicieli Kościoła katolickiego w Niemczech, których celem jest omówienie szeregu współczesnych kwestii teologicznych i organizacyjnych dotyczących funkcjonowania Kościoła.
Planowana na dwa lata Droga Synodalna rozpoczęła się pierwszego dnia Adwentu w 2019. Zgromadzenie składające się z około 230 członków miało odbyć cztery sesje plenarne w katedrze św. Bartłomieja we Frankfurcie nad Menem. Składało się ono z osób świeckich (m.in. członków Zgromadzenia Synodalnego, ekspertów, w tym osoby działające w Centralnym Komitecie Katolików Niemieckich, czyli Zentralkomitee der deutschen Katholiken) i duchownych – biskupów. Forom, których w praktyce było więcej niż planowane cztery, towarzyszyły inne wydarzenia mające promować perspektywę ewangelizacji i cele zgromadzeń. Dzięki nim uczestnicy mieli możliwość oddolnego kształtowania Drogi Synodalnej. Do obrad nie dopuszczono organizacji sceptycznych wobec działalności Centralnego Komitetu Katolików Niemieckich, np. tradycjonalistycznego Forum Niemieckich Katolików (niem. Forum Deutscher Katholiken).
Droga zdecydowała się powołać Radę Synodalną, jako instytucję zarządzającą Kościołem lokalnym w Niemczech. Na rozwiązanie takie nie zgodził się Watykan argumentując to faktem, że ciało takie odbierałoby suwerenność biskupom miejsca. Na jego utworzenie nie zgodzili się również biskupi niemieccy: Gregor Maria Hanke, Stefan Oster, Rudolf Voderholzer oraz kardynał Rainer Maria Woelki. Przewodnicząca Centralnego Komitetu Katolików Niemieckich, Irme Stetter-Karp oświadczyła, że „fakt, iż czterech biskupów nie chce współfinansować dalszego kursu, nie może powstrzymać nas przed reformami”.
Z uwagi na pandemię COVID-19 seria przedłużyła się. Głównymi uchwałami podjętymi przez Drogę Synodalną były akceptacja zachowań i związków homoseksualnych, jak również nowe prawo pracy dla osób ze społeczności LGBT w instytucjach kościelnych. Praktyczne wdrożenie tych uchwał nastąpiło 10 listopada 2023, kiedy to 74 reprezentantów Drogi na kongresie w Essen rozpoczęło prace Komisji Synodalnej.
Jej powstanie skrytykował papież Franciszek w liście z 10 listopada 2023, będącego odpowiedzią na list niemieckich teolożek adresowany do papieża, w którym 6 listopada 2023 Katharina Westerhorstmann i Marianne Schlosser, a także dziennikarka Dorothea Schmidt i filozofka religijna Hanna-Barbara Gerl-Falkovitz (wszystkie były wcześniej członkiniami Drogi Synodalnej) wyraziły troskę o jedność niemieckich struktur kościelnych z Rzymem. Wcześniej ustanowienie Komisji Synodalnej zostało zakazane przez Stolicę Apostolską w liście z 16 stycznia 2023.